# Xã Pittsfield, Quận Lorain, Ohio
Xã Pittsfield (tiếng Anh: Pittsfield Township) là một xã thuộc quận Lorain, tiểu bang Ohio, Hoa Kỳ. Năm 2010, dân số của xã này là 1.581 người.